# Pselliophora sternoloba
Pselliophora sternoloba är en tvåvingeart som beskrevs av Alexander 1938. Pselliophora sternoloba ingår i släktet Pselliophora och familjen storharkrankar. Inga underarter finns listade i Catalogue of Life.